# Festivalborg
Festivalborg var en årlig festival med anknytning till Örebro universitet, som grundades 1966 och lades ner 2008. Den ägde rum under valborgshelgen. Under 2000-talet spelade många välkända artister som bland andra Caesars, Promoe, Tiger Lou och Moneybrother på örebrostudenternas högtid. Festivalborgs egentliga fall kom 2007, då det arrangerades utan direkt inblandning av studenterna själva. Resultatet blev fiaskoartat, och festivalen betraktades som död. 2008 gjordes emellertid ett återupplivningsförsök, återigen med studenter inblandade i arrangemanget. Festivalborgs anseende var dock för svårt skadat sen året innan, och trots positiv respons och bokningar av nya, populära artister som Adam Tensta och Hästpojken så såldes för få förköpsbiljetter för att huvudarrangören Tältkrögarna skulle våga genomföra festivalen, och Festivalborg ställdes därför in. Tack vare hjälp av lokala krögare lyckades man dock trots allt genomföra en bantad version av festivalen på dåvarande krogen Backstage.